# Stade de Pori
 (avril 2025).
Le stade de Pori est un stade multi-usage situé à Pori en Finlande. 
Il est principalement utilisé pour les matches du FC Jazz et du club de football féminin du NiceFutis. 
Le stade a été construit en 1965 et peut accueillir 12 300 spectateurs.